# فرودگاه ال اووبید
فرودگاه ال اووبید (به انگلیسی: El Obeid Airport) یک فرودگاه با کد یاتا EBD است که یک باند فرود آسفالت دارد و طول باند آن ۳۰۰۰ متر است. این فرودگاه در شهر الابیض (سودان) کشور سودان قرار دارد و در ارتفاع ۵۸۷ متری از سطح دریا واقع شده است.

## شرکت‌های هواپیمایی و مقصدهای پروازی
| شرکت‌های هواپیمایی | مقصدهای پروازی |
| ----------------- | -------------- |
| سودان ایرویز      | خرطوم          |

Badr airlines
Nova airlines